# Faujasia
Faujasia é um género botânico pertencente à família Asteraceae.